# Romano (comes Africae)
Romano (en latín, Romanus) fue un comes Africae relacionado con la rebelión de Firmo.

## Biografía
Según Amiano Marcelino y Zósimo fue un administrador extremadamente corrupto y ávido, pero con los contactos precisos en la administración imperial para no sufrir las consecuencias de sus actos.
En 363 fue nombrado comes Africae. En aquel año, las zonas más orientales de su provincia, cerca de la ciudad de Leptis Magna, fueron objeto de razias por la tribu nómada bereber de los austoriani, quienes derrotaron a las tropas locales. Romano no intervino a tiempo y, cuando lo hizo, obró de modo tan incompetente que las razias continuaron y hubo incluso un intento fallido para sitiar Leptis Magna. Los ciudadanos de la provincia denunciaron el hecho a la corte imperial, pero las investigaciones posteriores duraron varios años, ya que Romano contaba con el apoyo de Remigio, pariente suyo.
Romano fue un feroz perseguidor de los donatistas, una corriente cristiana que tenía fuerte implantación en el norte de África, en particular en Numidia, pero escasa presencia en la corte. Entró también en conflicto con las principales familias de la aristocracia maurorromana de sus provincias.
Su comportamiento alentó una peligrosa rebelión. Hacia 371 se puso de parte del aristócrata Zamac en la disputa que este mantenía con su hermanastro Firmo acerca del testamento de su padre. Firmo intentó obtener audiencia en la corte imperial, pero la intervención de Remigio hizo vana la tentativa, causando que Firmo se rebelase en 373 y que se proclamara emperador. La rebelión fue probablemente avivada por las extorsiones de Romano, que fue depuesto y arrestado poco después del inicio de la revuelta. Entre sus papeles se hallaron pruebas de malversación en connivencia con el notarius Paladio. Las pesquisas efectuadas en África septentrional en el año 377 por Esperio y Flaviano condujeron a la tortura de Cecilio, assessor de Romano, y a la confesión de este de haber ayudado al comes a engañar el emperador Valentiniano I. No obstante, Romano y Cecilio llevaron el juicio a la corte y, con la ayuda de Merobaudes, lograron exonerarse.
Cuando su conocimiento de los hechos le permitió una vez más evitar la investigación imperial, un destacado representante de la aristocracia local, Firmo, se rebeló y proclamó emperador, por lo que Valentiniano tuvo que enviar en 373 a la diócesis africana al magister militum Teodosio.